# Головань, Олег Дмитриевич
Оле́г Дми́триевич Голова́нь (укр. Олег Дмитрович Головань; род. 1 октября 1974, Софиевка) — украинский футболист, полузащитник.

## Карьера
В 1994 году провёл 12 матчей за команду «Шахтёр» из города Марганец в ААФУ. 5 июня 1995 года дебютировал в Высшей лиге Украины, выйдя на замену в составе запорожского «Металлурга».
В 1996 году перешёл в «Кривбасс», за который провёл 4 встречи в чемпионате и 1 игру в Кубке Украины. С 1997 по 1998 год выступал за северодонецкий «Химик», в 59 матчах первенства забил 1 гол, и ещё сыграл 2 встречи и забил 1 мяч в Кубке.
С 1998 по 1999 год играл за никопольский «Металлург», провёл 23 игры и забил 1 гол в первенстве, и ещё сыграл 6 матчей и забил 1 мяч в Кубке Украины. Затем с лета 2000 до конца 2001 года выступал за «Кубань», в составе которой в 45 встречах первенства отличился 2 голами, и ещё 4 игры провёл в Кубке России.
Сезон 2002 года провёл в «Нефтехимике», сыграл 22 матча и забил 1 мяч в первенстве, и ещё 1 встречу провёл в Кубке. В 2003 году отправился в Казахстан, где продолжил карьеру в клубе «Тобол», за который выступал до 2004 года, проведя за это время 56 игр, забив 6 голов и став вице-чемпионом, бронзовым призёром и финалистом Кубка Казахстана.
В 2005 году играл за «Жетысу», провёл 28 матчей. Сезон 2006 года провёл в курском «Авангарде», принял участие в 24 встречах команды в первенстве и в 1 игре в Кубке России.
В начале 2007 года перешёл в днепродзержинскую «Сталь», за которую сыграл 5 матчей в первенстве, после чего, летом, пополнил ряды клуба «Атырау», где провёл 13 встреч.
Сезон 2008 года провёл в усть-каменогорском «Востоке», сыграл 5 матчей, по завершении сезона покинул клуб.
В мае 2010 года сыграл 1 встречу за «Колос» из Никопольского района и 2 матча за «Штурм» из Партизанского в любительском чемпионате Днепропетровской области. Затем летом того же года провёл 5 игр и забил 2 мяча в составе клуба «Электрометаллург-НЗФ» в турнире ААФУ.

## Достижения
- Вице-чемпион Казахстана: 2003
- 3-е место в чемпионате Казахстана: 2004
- Финалист Кубка Казахстана: 2003